# Loftus Versfeld Stadium
Loftus Versfeld Stadium (též Loftus Versfeld) je víceúčelový stadion sloužící zejména pro fotbal a ragby v Pretorii. Pojme 51 762 diváků. Kromě toho stadion slouží jako kulturní zařízení s možností pořádání koncertů. Tento stadion využívá při koncertních turné mnoho zpěváků a hudebníků. Stadion je domovem ragbyových týmů Bulls a Blue Bulls a fotbalového klubu Mamelodi Sundowns FC.
Místo, na kterém se nachází stadion, se od roku 1903 používá jako sportoviště. První stadion podobného zařízení bylo postaveno v roce 1923 z betonu. V té době měl kapacitu 2 000 diváků. Od roku 1948 byl stadion několikrát rozšířen. Největší rekonstrukce proběhla v roce 2008. Stadion byl pojmenován po Robertu Loftusu Owenu Versfeldovi, zakladateli organizovaného sportu v Pretorii. V průběhu let měl stadion různá jména, když sponzoři přicházeli a odcházeli, ale místní obyvatelé vždy odkazovali na stadion jako Loftus Versfeld.
Stadion hostil několik mistrovství. Konalo se zde Mistrovství světa v ragby 1995 a Konfederační pohár FIFA 2009. V roce 2010 byl jeden z 10 stadionu, kde se konalo Mistrovství světa ve fotbale.
Mezi známé osobnosti, kteří zde zde vystupovali, jsou UB40, Robbie Williams, Celine Dion a další.